# HD 61330
HD 61330，又名CD-34 3755，SAO 198195、HR 2937，是一颗恒星，视星等为4.53，位于銀經248.98，銀緯-6.67，其B1900.0坐标为赤經7h 33m 40s，赤緯-34° -6.67′ 37″。